# Тамна звезда (филм)
Тамна звезда (енгл. Dark Star), америчка је научнофантастична комедија из 1974. коју је продуцирао, написао и режирао Џон Карпентер, а написао је заједно са Деном О'Беноном. Прати посаду пропадајућег звезданог брода „Дарк Стар”, у двадесетој години њихове мисије да униште нестабилне планете, које би могле угрозити будућу колонизацију других планета.

## Радња
Средином 22. века извиђач мрачних звезда тражи „нестабилне планете” које би могле да угрозе будуће насељавање људи. Зорелит је опремљен бомбама са вештачком интелигенцијом за уништавање таквих планета. Двадесете године лета (за то време је посада остарела само три године због релативистичких ефеката), са Земље је примљена порука да је влада прекинула финансирање и да више неће испоручивати залихе. Упркос томе, посади „Тамне звезде” је наређено да даље извршава мисију.
Командант Пауел је преминуо због квара, његово тело је замрзнуто. Поручник Дулитл, бивши сурфер из Малибуа, постао је командант. Остатак екипе, Пинбек, Бојлер и Талби, не знају шта да раде; њихов рад је досадан и састоји се од притискања дугмади.
Пинбек води видео-дневник у којем се жали на све горе стање брода. На путу до следеће мете у магли Вео, Тамна звезда је изложена електромагнетном пољу у астероидном пољу које активира бомбу #20. Екипа покушава да се забави. Дулитл и Талби причају једно другом о својим сновима. Пинбек држи ванземаљско створење које изгледа као велика лопта са ногама у једном од преграда. Они се свађају јер се створењу не свиђа оно што га Пинбек храни. На крају, Пинбаков ванземаљац поново активира бомбу #20. Компјутер убеђује бомбу да се врати у одељак за бомбе, што бомба поново невољно чини, али каже да је то последњи пут. Пинбек открива да је неспособни варалица, а прави Пинбек је умро непосредно пре лансирања „Дарк Стар”.
Док се посада брода припрема за стварно лансирање бомбе, квар са ласером за навођење доводи до тога да се бомба #20 заглави у одељку за бомбе. Овог пута посада не може да натера бомбу да престане да одбројава до детонације. Дулитл одмрзава Пауела, који саветује да одврати бомбу причама о филозофији. Дулитл се у свемирском оделу креће у одељак за бомбе. Неколико секунди пре детонације, бомба пристаје да паузира одбројавање док размишља о Дулитловим идејама о немогућности да буде 100 одсто сигуран у било шта.
Пинбек отвара ваздушну комору како би пустио Дулитла назад у „Мрачну звезду”, али случајно катапултира Талбија, који је био у ваздушној комори док је покушавао да поправи ласер. Дулитл користи свој ракетни пакет да ухвати Талбија. Бомба, која је прихватила картезијанске сумње, сумња у постојање и закључује да је једини начин да се са сигурношћу сазна је да експлодира. Мрачна звезда је уништена заједно са посадом на броду. Талби и Дулитл, који су били напољу, лебде у свемиру. Тамо Талби види астероиде, које је дуго желео да упозна, и лети даље заједно са њима, фасциниран њиховом гравитацијом. Дулитлов сан се такође остварује. Падајући на „нестабилну планету”, проналази дугуљасти комад метала и лети на њему као даска за сурфовање да умре као звезда падалица.

## Улоге
| Глумац             | Улога           |
| ------------------ | --------------- |
| Ден О’Бенон        | наредник Пинбек |
| Брајан Нарел       | поручник Дулитл |
| Кел Кунихолм       | Бојлер          |
| Дре Пахич          | Талби           |
| Џо Сондерс         | командант Пауел |
| Барбара „Куки” Неп | рачунар         |
| Мајлс Воткинс      | контрола мисије |
| Ник Касл           | ванземаљац      |